# Antiphérna
Als Antiphérna (griech.: anti = „gegen“, pherne = „Mitgift“) oder Antiphernalien bezeichnet man in der Rechtsprechung der Antike die Gegengaben des Bräutigams an die Braut für ihr Mitgebrachtes; gleichbedeutend wie Widerlage. Das heißt, dass der Bräutigam seiner zukünftigen Frau ein Geschenk macht, da diese ihn zuvor beschenkt hat.